# Vice-président de la république de l'Équateur
 (octobre 2023).
Si vous disposez d'ouvrages ou d'articles de référence ou si vous connaissez des sites web de qualité traitant du thème abordé ici, merci de compléter l'article en donnant les références utiles à sa vérifiabilité et en les liant à la section « Notes et références ».
Le vice-président de la république de l'Équateur est la deuxième plus haute fonction officielle de l'Équateur. 

## Attributions
Selon la constitution actuelle, le vice-président est élu comme colistier du président et pour le même mandat que lui. En cas de vacance du poste, le président de la République doit en nommer un nouveau, avec l'approbation du Parlement.
Dans de nombreux cas, le vice-président a remplacé le président dans des situations politiques sensible. La dernière fois était en 2005 après la démission du président Lucio Gutiérrez.

## Liste des vice-présidents
| Photo | Nom                           | De               | Jusqu'à                                               | President                                 |
| ----- | ----------------------------- | ---------------- | ----------------------------------------------------- | ----------------------------------------- |
|       | José Joaquín de Olmedo        | 1830             | 1831                                                  | Juan José Flores                          |
|       | José Modesto Larrea           | 1831             | 1834                                                  | Juan José Flores                          |
|       | José Joaquín de Olmedo        | 1834             | 1839                                                  | Vicente Rocafuerte                        |
|       | Francisco Aguirre             | 1839             | 1843                                                  | Juan José Flores                          |
|       | Francisco Marcos              | 1843             | 1845                                                  | Juan José Flores                          |
|       | Pablo Merino                  | 1845             | 1847                                                  | Vicente Ramón Roca                        |
|       | Manuel de Ascázubi            | 1847             | 1851                                                  | Vicente Ramón Roca                        |
|       | Poste aboli                   | 1851             | 1852                                                  |                                           |
|       | Pacifico Chiriboga            | 1852             | 1854                                                  | José María Urbina                         |
|       | Manuel Bustamante             | 1854             | 1856                                                  | José María Urbina                         |
|       | Marcos Espinel                | 1856             | 1858                                                  | José María Urbina Francisco Robles        |
|       | Jerónimo Carrión              | 1858             | 1860                                                  | Francisco Robles                          |
|       | Mariano Cueva                 | 1861             | 1863                                                  | Gabriel García Moreno                     |
|       | Antonio Borrero               | 1863             | 1864                                                  | Gabriel García Moreno                     |
|       | Rafael Carvajal               | 1864             | 1865                                                  | Gabriel García Moreno                     |
|       | Pedro José de Arteta          | 1865             | 1867                                                  | Jerónimo Carrión                          |
|       | Poste vacant                  | 1867             | 1868                                                  |                                           |
|       | Pedro José de Arteta          | 1868             | 1869                                                  | Juan Javier Espinosa                      |
|       | Francisco Javier León         | 1869             | 1875                                                  | Gabriel García Moreno                     |
|       | Poste vacant                  | 1875             | 1883                                                  |                                           |
|       | Rafael Pérez Pareja           | 1883             | 1884                                                  | José Plácido Caamaño                      |
|       | Agustín Guerrero Lizarzaburu  | 1884             | 1886                                                  | José Plácido Caamaño                      |
|       | Pedro José Cevallos           | 1886             | 1890                                                  | José Plácido Caamaño Antonio Flores Jijón |
|       | Pablo Herrera                 | 1890             | 1894                                                  | Antonio Flores Jijón Luis Cordero Crespo  |
|       | Vicente Lucio Salazar         | 1894             | 1895                                                  | Luis Cordero Crespo                       |
|       | Poste vacant                  | 1895             | 1897                                                  |                                           |
|       | Manuel Benigno Cueva          | 1897             | 1899                                                  | Eloy Alfaro                               |
|       | Carlos Freire Zaldumbide      | 1899             | 1903                                                  | Eloy Alfaro Leonidas Plaza                |
|       | Alfredo Baquerizo             | 1903             | 1906                                                  | Leonidas Plaza Lizardo García             |
|       | Poste aboli                   | 1906             | 1946                                                  |                                           |
|       | Mariano Suárez Veintimilla    | 1946             | 1947                                                  | José María Velasco Ibarra                 |
|       | Carlos Julio Arosemena        | 1947             | 1947                                                  | Mariano Suárez Veintimilla                |
|       | José Rafael Bustamante        | 1947             | 1948                                                  | Carlos Julio Arosemena Tola               |
|       | Manuel Sotomayor              | 1948             | 1949                                                  | Galo Plaza Lasso                          |
|       | Abel Gilbert                  | 1949             | 1952                                                  | Galo Plaza Lasso                          |
|       | Alfredo Chiriboga             | 1952             | 1956                                                  | José María Velasco Ibarra                 |
|       | Francisco Illingworth         | 1956             | 1960                                                  | Camilo Ponce Enríquez                     |
|       | Carlos Julio Arosemena Monroy | 1960             | 1961                                                  | José María Velasco Ibarra                 |
|       | Reinaldo Varea                | 1961             | 1963                                                  | Carlos Julio Arosemena Monroy             |
|       | Poste vacant                  | 1963             | 1968                                                  |                                           |
|       | Jorge Zavala                  | 1968             | 1972                                                  | José María Velasco Ibarra                 |
|       | Poste vacant                  | 1972             | 1979                                                  |                                           |
|       | Osvaldo Hurtado               | 1979             | 1981                                                  | Jaime Roldós                              |
|       | León Roldós                   | 1981             | 1984                                                  | Osvaldo Hurtado                           |
|       | Blasco Peñaherrera            | 1984             | 1988                                                  | León Febres Cordero                       |
|       | Luis Parodi                   | 1988             | 1992                                                  | Rodrigo Borja Cevallos                    |
|       | Alberto Dahik                 | 1992             | 1995                                                  | Sixto Durán Ballén                        |
|       | Eduardo Peña                  | 1995             | 1996                                                  | Sixto Durán Ballén                        |
|       | Rosalía Arteaga               | 1996             | 1998                                                  | Abdalá Bucaram Fabián Alarcón             |
|       | Pedro Aguayo Cubillo          | 1998             | 1998                                                  | Fabián Alarcón                            |
|       | Gustavo Noboa                 | 1998             | 2000                                                  | Jamil Mahuad                              |
|       | Pedro Pinto Rubianes          | 2000             | 2003                                                  | Gustavo Noboa                             |
|       | Alfredo Palacio               | 2003             | 2005                                                  | Lucio Gutierrez                           |
|       | Alejandro Serrano             | 2005             | 2007                                                  | Alfredo Palacio                           |
|       | Lenín Moreno                  | 15 janvier 2007  | 24 mai 2013                                           | Rafael Correa                             |
|       | Jorge Glas                    | 24 mai 2013      | Pouvoirs suspendus le 3 août 2017 2 janvier 2018      | Rafael Correa Lenín Moreno                |
|       | María Alejandra Vicuña        | 6 janvier 2018   | Pouvoirs suspendus le 3 décembre 2018 6 décembre 2018 | Lenín Moreno                              |
|       | José Agusto Briones (intérim) | 6 décembre 2018  | 11 décembre 2018                                      | Lenín Moreno                              |
|       | Otto Sonnenholzner            | 11 décembre 2018 | 10 juillet 2020                                       | Lenín Moreno                              |
|       | María Alejandra Muñoz         | 17 juillet 2020  | 24 mai 2021                                           | Lenín Moreno                              |
|       | Alfredo Borrero               | 24 mai 2021      | 23 novembre 2023                                      | Guillermo Lasso                           |
|       | Verónica Abad                 | 23 novembre 2023 | 24 mai 2025                                           | Daniel Noboa                              |
|       | María José Pinto              | 24 mai 2025      | en cours                                              | Daniel Noboa                              |